# Lill-Viskasjön
Lill-Viskasjön är en sjö i Bjurholms kommun i Ångermanland och ingår i Lögdeälvens huvudavrinningsområde. Sjön har en area på 0,635 kvadratkilometer och ligger 281 meter över havet. Sjön avvattnas av vattendraget Blåbergssjöbäcken.

## Delavrinningsområde
Lill-Viskasjön ingår i det delavrinningsområde (709772-164441) som SMHI kallar för Utloppet av Lill-Viskasjön. Medelhöjden är 311 meter över havet och ytan är 3,91 kvadratkilometer. Räknas de 3 avrinningsområdena uppströms in blir den ackumulerade arean 7,58 kvadratkilometer. Blåbergssjöbäcken som avvattnar avrinningsområdet har biflödesordning 2, vilket innebär att vattnet flödar genom totalt 2 vattendrag innan det når havet efter 85 kilometer. Avrinningsområdet består mestadels av skog (62 procent). Avrinningsområdet har 0,63 kvadratkilometer vattenytor vilket ger det en sjöprocent på 16,2 procent.